# Декстер (сезон 2)
Второй сезон сериала «Декстер», премьера которого состоялась 30 сентября 2007 года, а заключительная серия вышла 16 декабря 2007 года. «Оно живёт!», премьера сезона, собрала у экранов 1.09 миллионов зрителей в США, став таким образом первым сериалом канала Showtime, который привлёк больше миллиона зрителей за премьерой сезона. Финал сезона, «Британское вторжение», привлёк 1.4 миллиона зрителей, что делает его самым просматриваемым эпизодом программы, пока не вышел в эфир финал третьего сезона, «Берёшь ли ты Декстера Моргана?». Включая использование цифрового видеорекордера (DVR), второй сезон смотрели в целом 2.4 миллиона зрителей в неделю в течение 11 недель, превысив первый сезон на 21 %. Сезон получил всеобщее признание критиков и был отмечен как «одно из лучших шоу на телевидении этого десятилетия» по версии «Chicago Sun-Times», в то время как «Variety» считает исполнение Холлом главного персонажа «возвышающимся достижением, которое затмевает другие недостатки шоу»; сайт Metacritic дал эпизоду рейтинг 85 из 100 на основе 11 отзывов.
В этом сезоне, тела жертв Декстера обнаруживаются и проводится расследование в собственном отделе Декстера, чтобы найти убийцу, получившего название «Мясник из Бэй-Харбор». За это время, Дебра пытается восстановиться после покушения на неё «Ледяного убийцы», а Рита посылает Декстера на собрания Анонимных Наркоманов, когда она подозревает, что он наркоман. Сержант Джеймс Доакс (Эрик Кинг) следит за Декстером, подозревая, что он связан с убийствами «Ледяного убийцы». Появляются три новых персонажа: Кит Кэррадайн появляется в роли специального агента Фрэнка Ланди, агента ФБР, который возглавляет расследование «Мясника из Бэй-Харбор», Джобет Уильямс в роли матери Риты, Гейл, и Джейми Мюррей в роли Лайлы Турней, спонсора Декстера в Анонимных Наркоманах.

## В ролях

### В главных ролях
- Майкл Си Холл — Декстер Морган
- Джули Бенц — Рита Беннетт
- Дженнифер Карпентер — Дебра Морган
- Эрик Кинг — Джеймс Доакс
- Си Эс Ли — Винс Масука
- Лорен Велес — Мария ЛаГуэрта
- Дэвид Зейес — Анхель Батиста
- Джеймс Ремар — Гарри Морган

### Специально приглашённые звёзды
- Кит Кэррадайн — Фрэнк Ланди
- Джейми Мюррей — Лайла Уэст

| - Престон Бэйли — Коди Беннетт - Кристина Робинсон — Астор Беннетт - Джефф Пирсон — Том Мэттьюс - Девон Грайе, Доминик Джейнс и Максвелл Хакаби — молодой Декстер Морган - Дэйв Бэз — Гэбриел - Джудит Скотт — лейтенант Эсме Паскаль - Джобет Уильямс — Гейл Брэндон - Тони Амендола — Сантос Хименес - Сэйдж Киркпатрик — Лора Мозер - Кристиан Камарго — Брайан Мозер - Марго Мартиндейл — Камилла Фигг - Марк Пеллегрино — Пол Беннетт - Тасия Шерел — Фрэнсис | - Мэттью Виллинг — Маленький Чино - Джонатан Бэнкс — Макс Адамс - Гленн Пламмер — Джимми Сенсио - Дон Макманус — Роджер Хикс - Джон Маршалл Джонс — Кёртис Барнс - Сайлас Уир Митчелл — Кен Олсон |

## Эпизоды
| № общий | № в сезоне | Название                                            | Режиссёр        | Автор сценария                                                       | Дата премьеры    | Зрители в США (млн) |
| --- | ---------- | --------------------------------------------------- | --------------- | -------------------------------------------------------------------- | ---------------- | ------------------- |
| 13 | 1          | «Оно живёт!» «It's Alive!»                          | Тони Голдуин    | Дэниел Сероне                                                        | 30 сентября 2007 | 1,01                |
| События вокруг Декстера накаляются. Растут подозрения Доакса, раскрываются жертвы, и находят места захоронения трупов. Между тем, Пол беспокоит Риту из-за пропажи ботинка, а Дебра исследует травму, полученную во время инцидента с убийцей на рефрижераторе. |            |                                                     |                 |                                                                      |                  |                     |
| 14 | 2          | «Вдох, выдох» «Waiting to Exhale»                   | Маркос Сиега    | Клайд Филлипс                                                        | 7 октября 2007   | 0,89                |
| У Декстера появились проблемы с завершением дела об убийстве своего брата. Тем временем для руководства делом «Мясник из Бэй-Харбор» назначили нового агента ФБР. Дебра борется со своим прошлым, пытаясь забыть о нём. |            |                                                     |                 |                                                                      |                  |                     |
| 15 | 3          | «Верю — не верю» «An Inconvenient Lie»              | Тони Голдуин    | Мелисса Розенберг                                                    | 14 октября 2007  | 0,95                |
| Декстер определяет для себя новую жертву — очередного убийцу. Несмотря на всё отвращение, которое он вызывает, Декстер почти восхищается им. Но Декстер не может врать Рите о своих ночных похождениях и пытается всячески избегать этой темы, что заставляет Риту думать, что он наркоман. Их отношения оказываются под угрозой. |            |                                                     |                 |                                                                      |                  |                     |
| 16 | 4          | «Увидеть насквозь» «See-Through»                    | Ник Гомес       | Скотт Бак                                                            | 21 октября 2007  | 0,80                |
| Мать Риты приезжает познакомиться с Декстером. Она чувствует, что Декстер на самом деле не тот, за кого себя выдает. Тем временем Масуке удаётся продвинуться в расследовании дела «Мясника из Бэй-Харбор». Это не может не беспокоить Декстера, ведь он связан с этим расследованием. |            |                                                     |                 |                                                                      |                  |                     |
| 17 | 5          | «Тёмный защитник» «The Dark Defender»               | Кит Гордон      | Тим Шлаттманн                                                        | 28 октября 2007  | 0,63                |
| Декстер выясняет, что мужчина, убивший его мать, до сих пор жив и находится прямо у него перед глазами. Когда он сообщил это Лайле, она посоветовала ему встретиться с этим мужчиной, чтобы наконец забыть прошлое. |            |                                                     |                 |                                                                      |                  |                     |
| 18 | 6          | «Декс, ложь и видео» «Dex, Lies, and Videotape»     | Ник Гомес       | Лорен Гуссис                                                         | 4 ноября 2007    | 0,85                |
| Новый убийца следует манере поведения «Мясника из Бэй-Харбор». Декстеру необходимо найти и уничтожить разоблачающее видео-наблюдение. |            |                                                     |                 |                                                                      |                  |                     |
| 19 | 7          | «И вырос лес в ту ночь» «That Night, A Forest Grew» | Джереми Подесва | Дэниел Сероне                                                        | 11 ноября 2007   | 0,84                |
| Декстер аккуратно вынуждает Доакса выйти из себя. Также он разрабатывает план, как направить полицию в другом направлении. В личной жизни Декстера всё хорошо, его отношения с Лайлой укрепляются. |            |                                                     |                 |                                                                      |                  |                     |
| 20 | 8          | «Наступает утро» «Morning Comes»                    | Кит Гордон      | Скотт Бак                                                            | 18 ноября 2007   | 1,23                |
| На Декстера нападает мужчина, убивший его мать. Между тем, Лайла желает сближения с Декстером. Дебра и Ланди подошли очень близко к «Мяснику из Бэй-Харбор». |            |                                                     |                 |                                                                      |                  |                     |
| 21 | 9          | «Сопротивление бесполезно» «Resistance Is Futile»   | Маркос Сиега    | Мелисса Розенберг                                                    | 25 ноября 2007   | 1,03                |
| Декстер понимает, что будет тяжело разойтись с Лайлой. Также Декстер пытается оставаться в курсе расследования и облавы на «Мясника из Бэй-Харбор». Враг Декстера раскрывает его секрет. |            |                                                     |                 |                                                                      |                  |                     |
| 22 | 10         | «Кое-что о Гарри» «There's Something About Harry»   | Стив Шилл       | Скотт Рейнольдс                                                      | 2 декабря 2007   | 1,08                |
| Декстер узнаёт причину смерти своего приёмного отца. Доакс оказывается во власти своего самого большого врага. Лайла планирует подставить Анхеля. |            |                                                     |                 |                                                                      |                  |                     |
| 23 | 11         | «Впереди поворот налево» «Left Turn Ahead»          | Маркос Сиега    | Скотт Бак и Тим Шлаттманн                                            | 9 декабря 2007   | 0,89                |
| Декстеру необходимо принять очень важное решение, которое повлияет на его последующую жизнь. Лайла между тем возвращается и начинает шантажировать Декстера. |            |                                                     |                 |                                                                      |                  |                     |
| 24 | 12         | «Британское вторжение» «The British Invasion»       | Стив Шилл       | Сюжет: Дэниел Сероне и Мелисса Розенберг Телесценарий: Дэниел Сероне | 16 декабря 2007  | 1,02                |
| Лайла находит Доакса, запертого в клетке, и от него узнает правду о Декстере. Доакс уверен, что девушка сейчас освободит его, но Лайла принимает совсем другое решение — она зажигает газовую плиту, открывает баллон с газом и бежит прочь из хижины. Специальная группа уверена, что дело «Мясника из Бэй-Харбор» закрыто. Ланди собирает вещи. Декстер планирует убить Лайлу, но та, в свою очередь, собирается убить Риту, детей и Декстера при помощи поджога. План Лайлы не удаётся, она убегает от расследования и Декстера в Париж, где вскоре он её находит и убивает. |            |                                                     |                 |                                                                      |                  |                     |